# Айнабулак (Коксуський район)
Айнабула́к (каз. Айнабұлақ) — станційне селище у складі Коксуського району Жетисуської області Казахстану. Адміністративний центр Айнабулацького сільського округу.
Населення — 757 осіб (2021; 754 у 2009, 812 у 1999, 1183 у 1989).